# Гранд Кули (Вашингтон)
Гранд Кули (енгл. Grand Coulee) град је у америчкој савезној држави Вашингтон. По попису становништва из 2010. у њему је живело 988 становника.

## Демографија
Према попису становништва из 2010. у граду је живело 988 становника, што је 91 (10,1%) становника више него 2000. године.
| Група             | 2000.       | 2010.       |
| Белци             | 716 (79,8%) | 720 (72,9%) |
| Афроамериканци    | 10 (1,1%)   | 11 (1,1%)   |
| Азијати           | 12 (1,3%)   | 8 (0,8%)    |
| Хиспаноамериканци | 44 (4,9%)   | 88 (8,9%)   |
| Укупно            | 897         | 988         |